# Центральна та Східна Європа
Центральна та Східна Європа (ЦСЄ), або Центрально-Східна Європа — термін, що охоплює Балтійські держави, держави Центральної, Східної та Південно-Східної Європи (крім Греції), зазвичай означає колишні комуністичні держави Східного блоку, Варшавського пакту, а також з колишньої Югославії. У науковій літературі для цього терміна часто використовуються абревіатуру ЦСЄ. Організація економічного співробітництва та розвитку (ОЕСР) також використовує термін «Держави Центральної та Східної Європи» (ДЦСЄ) для групи, що включає деякі з цих країн. Цей термін іноді використовується як альтернатива терміну «Східна Європа» для більш нейтрального угруповання.

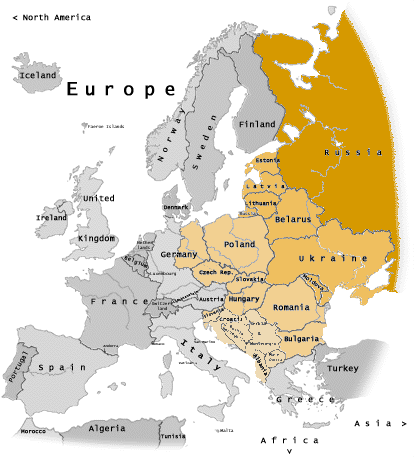
1989 рік. «Східний Блок» (помаранчевий колір) — накладено на нинішні кордони.

Визначення регіонів відрізняється, в залежності від джерел. Термін Центральна та Східна Європа на теперішній час замістив собою інший термін Східно-Центральна Європа у контексті держав перехідної економіки.

## Класифікація

### EuroVoc

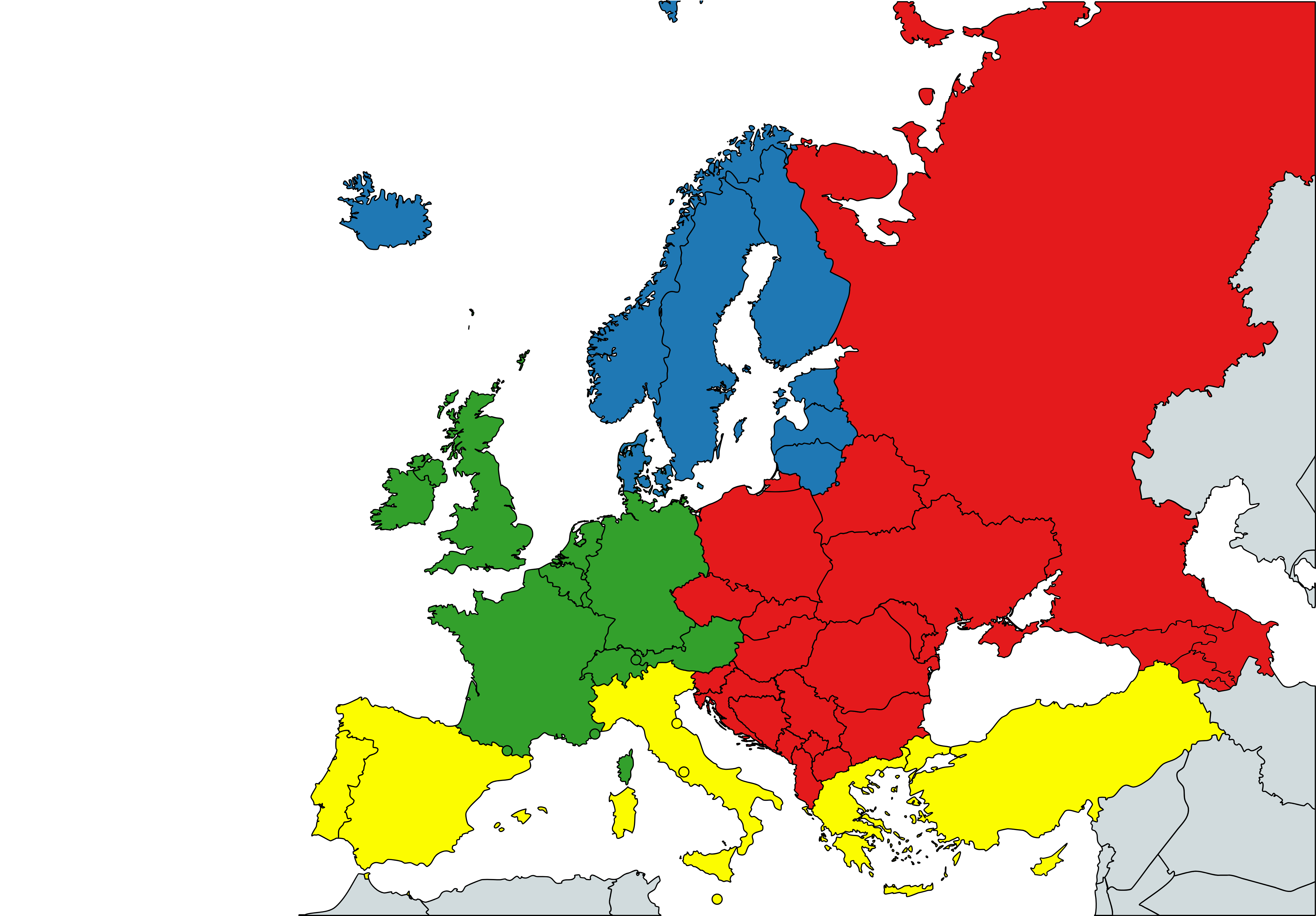
Європейські субрегіони згідно з EuroVoc:
Північна Європа
Західна Європа
Південна Європа
Центральна та Східна Європа

EuroVoc — це багатомовний тезаурус, який підтримується Офісом публікацій Європейського Союзу. У цьому тезаурусі країни Європи згруповані в субрегіони. До підгрупи Центральна та Східна Європа входять такі держави:
- Азербайджан
- Албанія
- Боснія і Герцеговина
- Болгарія
- Вірменія
- Грузія
- Косово
- Молдова
- Північна Македонія
- Польща
- Росія
- Румунія
- Сербія
- Словаччина
- Словенія
- Угорщина
- Україна
- Хорватія
- Чехія
- Чорногорія

## Визначення

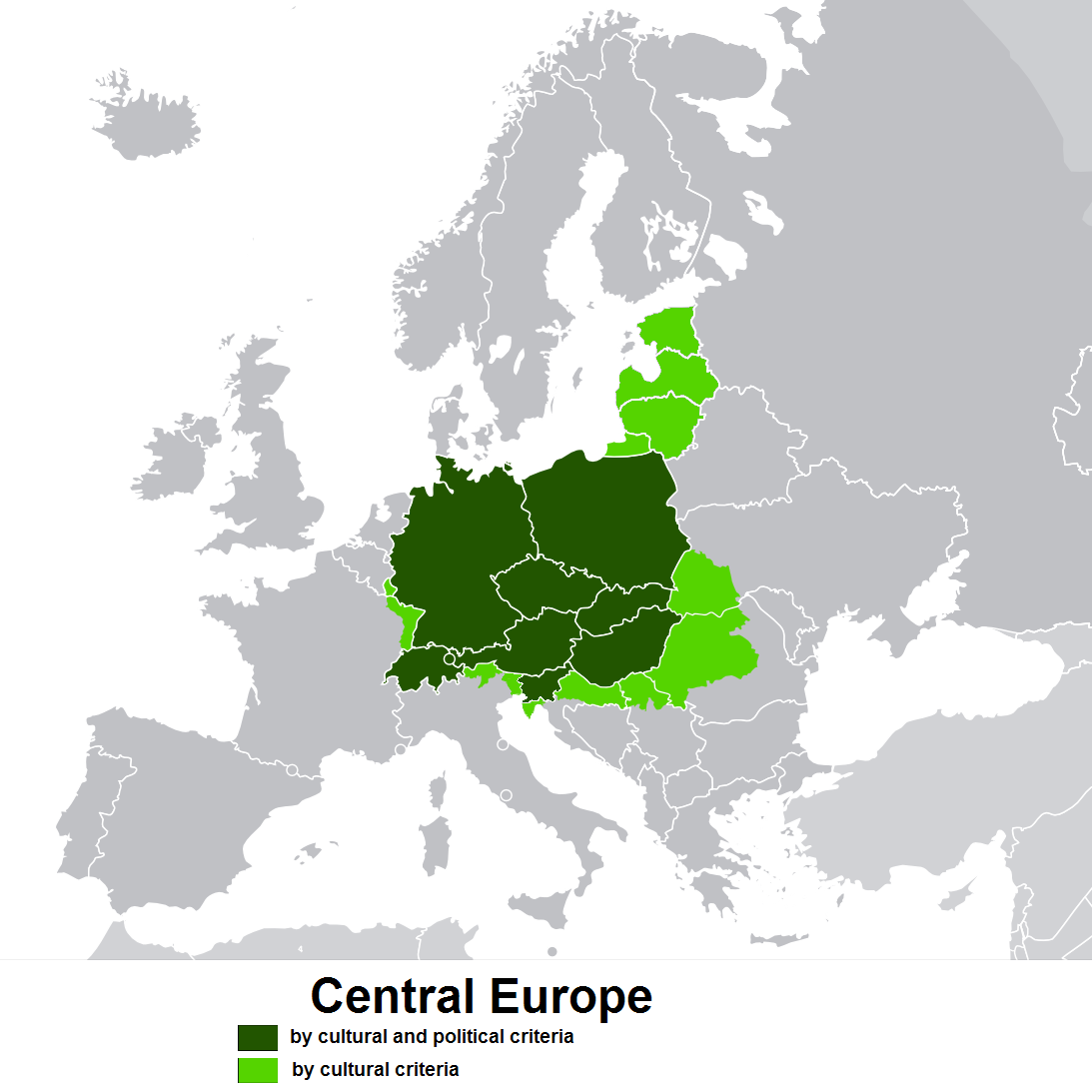
Центральна Європа. Зелений — за політичним та культурним критерієм, світло-зелений — за культурним критерієм.

Основні.

Термін ЦСЄ поширюється на усі держави Східного блоку на захід від встановленого за результатами Другої світової війни кордонами із колишнім Радянським Союзом, незалежні країни, які утворились на теренах колишньої Югославії (яка не вважалася частиною Східного блоку), і три Балтійські держави  — Естонія, Латвія, Литва — які вирішили не приєднуватись до Співдружности Незалежних Держав. Держави ЦСЄ далі поділяються за статусом вступу до Європейської Унії (ЄУ): вісім держав першої хвилі вступу, які приєдналися до ЄУ 1 травня 2004 року (Естонія, Латвія, Литва, Чехія, Словаччина, Польща, Угорщина та Словенія), дві держави другої хвилі, які приєдналися 1 січня 2007 року (Румунія та Болгарія), і держава третьої хвилі, яка приєдналася 1 липня 2013 року (Хорватія). Згідно з аналізом Світового банку за 2008 рік, перехід до розвиненої ринкової економіки завершився для всіх 10 країн, які приєдналися до ЄУ у 2004 та 2007 роках.
Держави ЦСЄ включають колишні соціалістичні країни, які простягаються на схід від Австрії, Німеччини та Італії; північ Греції та європейська частина Туреччини; південь Фінляндії та Швеції; і на захід від Білорусі, Молдови й України:
| Держава              | Європейська Унія               | НАТО                            | Примітки                 |  |
| -------------------- | ------------------------------ | ------------------------------- | ------------------------ |  |
| Албанія              | Кандидатка, що веде переговори | Держава-член                    |                          |  |
| Боснія і Герцеговина | Кандидатка                     | План дій щодо членства          |                          |  |
| Болгарія             | Держава-член                   | Держава-член                    | [ 18 ] [ 19 ]            |  |
| Естонія              | Держава-член                   | Держава-член                    | [ 18 ] [ 19 ]            |  |
| Косово               | Заявниця                       | Н/Д                             | Частково визнана держава |  |
| Латвія               | Держава-член                   | Держава-член                    | [ 18 ] [ 19 ]            |  |
| Литва                | Держава-член                   | Держава-член                    | [ 18 ] [ 19 ]            |  |
| Молдова              | Кандидатка, що веде переговори | Індивідуальний план партнерства |                          |  |
| Північна Македонія   | Кандидатка, що веде переговори | Держава-член                    | [ 18 ] [ 19 ]            |  |
| Польща               | Держава-член                   | Держава-член                    | [ 18 ] [ 19 ]            |  |
| Румунія              | Держава-член                   | Держава-член                    | [ 18 ] [ 19 ]            |  |
| Сербія               | Кандидатка, що веде переговори | Індивідуальний план партнерства |                          |  |
| Словаччина           | Держава-член                   | Держава-член                    | [ 18 ] [ 19 ]            |  |
| Словенія             | Держава-член                   | Держава-член                    | [ 18 ] [ 19 ]            |  |
| Угорщина             | Держава-член                   | Держава-член                    | [ 18 ] [ 19 ]            |  |
| Україна              | Кандидатка, що веде переговори | Прискорений діалог              |                          |  |
| Хорватія             | Держава-член                   | Держава-член                    | [ 18 ] [ 19 ]            |  |
| Чехія                | Держава-член                   | Держава-член                    | [ 18 ] [ 19 ]            |  |
| Чорногорія           | Кандидатка, що веде переговори | Держава-член                    |                          |  |
|                      |                                |                                 |                          |  |
| Вірменія             | Н/Д                            | Індивідуальний план партнерства | Держава-член СНД та ОДКБ |  |
| Азербайджан          | Н/Д                            | Індивідуальний план партнерства | Держава-член СНД         |  |
| Білорусь             | Н/Д                            | Н/Д                             | Держава-член СНД та ОДКБ |  |
| Грузія               | Кандидатка                     | Прискорений діалог              |                          |  |
| Росія                | Н/Д                            | Н/Д                             | Держава-член СНД та ОДКБ |  |

За даними Організації економічного співробітництва та розвитку, «Держави Центральної та Східної Європи (ДЦСЄ) — це термін ОЕСР для групи країн, до складу якої входять Албанія, Болгарія, Хорватія, Чехія, Угорщина, Польща, Румунія, Словацька Республіка, Словенії та три балтійські держави: Естонії, Латвії та Литви».